# Hilomekon
Hilomekon (lat. Hylomecon), rod trajnica iz porodice makovki. Postoje tri vrste raširene od Ruskog dalekog istoka (Amur, Habarovski kraj, Primorski kraj) do Kine, Japana (Honshu) i Korejskog poluotoka.

## Vrste
1. Hylomecon hylomeconoides (Nakai) Y. N. Lee, Južna Koreja
2. Hylomecon japonicum (Thunb.) Prantl
3. Hylomecon vernalis Maxim.

## Sinonimi
- Stylomecon G.Taylor; J. Bot. 68: 140 (1930)
- Coreanomecon Nakai; Journ. Jap. Bot. 11: 151 (1935)